# Pamětní kámen v Černčíně
Pamětní kámen stojí u silnice před mateřskou školou v části Černčín města Bučovice v okrese Vyškov. Je nemovitou kulturní památkou, která byla v roce 1970 zapsána do státního seznamu kulturních památek pod č. 35978/7-3613.

## Historie
Pamětní kámen je připomínkou na násilný čin, který byl spáchán v noci z 19. na 20. října 1606. Podle dobových pramenů byl v lokalitě Hašky zavražděn neznámým pachatelem Pavel Vašina z Vícemilic. Na původním místě byla postavena v roce 2006 kopie pamětního kamene. Originál byl přemístěn do obce k mateřské škole, nyní[kdy?] městské knihovně.

## Popis
Na dvojitém odstupňovaném čtvercovém soklu je umístěna pískovcová deska se zakulacenými rohy a plastickým reliéfem. Pamětní kámen je 0,80–0,83 m vysoký, 0,34 m široký a 0,20–0,24 m silný. Na čelní straně na hladké ploše je plastický jednoduchý kříž a zbytky nápisu, který kvůli zvětrání kamene je obtížně čitelný. Text nápisu:
| „ | Leta panie 1606 dne mesice octobra to gest we ctwrtek po pamatce Lukasse evangelisti: Wnocy na patek na miste tomto zabit gest Pavei Wassina savsed z dedini Vicomelic pro gehozto tak ohavne ssweta sgiti. Pan buh racz milostiwi biti wsem geho nepratelum a dussi dati lehke odpocinuti. | “ |

Tento text by měl být k dispozici ve vyškovském muzeu.